# Regiunea de dezvoltare Sud-Muntenia
Sud - Muntenia este o regiune de dezvoltare a României, creată în anul 1998. Are o suprafață totală de 34.453 km². Din regiune fac parte județele Argeș, Prahova, Dâmbovița, Teleorman, Giurgiu, Ialomița și Călărași, toate aflate în regiunea istorică Muntenia.

## Geografie

### Relief
Regiunea are un relief foarte variat dispus în scări, în sud sunt cele mai mici altitudini, pe când în nord se poate găsi și altitudini de 2.500 m deasupra nivelului mării. Totuși relieful predominant este câmpia. Structura reliefului este: 70,7% câmpie, 19,8% deal și 9,5% munte.

### Rețea hidrografică
Principalul curs de apă al regiunii este fluviul Dunărea, alte cursuri importante de apă fiind: Olt, Argeș, Dâmbovița și Ialomița. Rețeaua hidrografică este bogată și în lacuri, cele mai importante fiind: Vidraru, salba de lacuri Mostiștea și lacul Văcărești.

## Economie
Economia regiunii de Sud este în permanentă creștere din 1996, cele mai industrializate două județe ale regiunii fiind Argeș și Prahova. În producția de utilaj petrolier și chimic, de frigidere, a lămpilor electrice cu incandescență și în producția de automobile, regiunea deține supremația la nivel de țară.
În această regiune se pot întâlni următoarele meserii: inginer, tehnician, maistru, strungar, meșteșugar, prelucrător, sudor, oier, mecanic auto etc.

### Cele mai importante companii/investiții ale regiunii
- Electroargeș (Curtea de Argeș, Argeș)
- Amonil (Slobozia, Ialomița)
- Transmim (Slobozia, Ialomița)
- Saint-Gobain Glass (Călărași, Călărași)
- Rafinăria Astra (Ploiești, Prahova)
- Automobile Dacia (Mioveni, Argeș)
- Dr. Oetker (Curtea de Argeș, Argeș)
- Arpechim (Pitești, Argeș)
- Unilever South Central Europe (Ploiești, Prahova)